# Acrolophus klotsi
Acrolophus klotsi är en fjärilsart som beskrevs av Hasbrouck 1964. Acrolophus klotsi ingår i släktet Acrolophus och familjen Acrolophidae. Inga underarter finns listade i Catalogue of Life.